# 和洪
和洪（?—?），中国北周、隋朝軍事人物，表字遵道，汝南郡人。
北周武帝时，和洪参加征战，以战功累進車騎大将軍、儀同三司。龍州少数民族任公忻、李国立作乱，龍州刺史独孤善不能防御。北周朝廷让和洪代替独孤善担任刺史。一月有余，和洪擒获任公忻、李国立，将他们斬首，余党也全部平定。随周武帝攻打河陰，和洪力战攻破西門。他跟武帝平定北齐，進位上儀同，封北平侯、受位左勋曹下大夫。王軌擒获南陈吴明彻之战，和洪立功，加開府儀同三司，转任折衝中大夫。
尉迟迥在相州作乱，和洪担任行軍总管，跟随韦孝宽出兵討伐。軍至河陽，尉迟迥派兵包围怀州，和洪和宇文述将包围怀州的軍队击退。又在武陟尉击破迟惇。平定相州，和洪以战功受位柱国，封广武郡公。河北形势刚刚安定，楊堅以和洪的威名，让他領冀州事。数年後，隋文帝召和洪入朝，担任漕渠总管監，转任泗州刺史。突厥入侵隋朝北境，和洪担任北道行軍总管，击敗突厥。後转任徐州总管，去世。享年六十四岁。

## 传記資料
- 《隋書》卷五十五 列传第二十
- 《北史》卷七十三 列传第六十一

## 外部連結
[在维基数据编辑]
 《北史·卷073》，出自李延壽《北史》
 《隋書·卷55》，出自魏徵《隋书》